# Gérard Courchelle
 (septembre 2016).
Si vous disposez d'ouvrages ou d'articles de référence ou si vous connaissez des sites web de qualité traitant du thème abordé ici, merci de compléter l'article en donnant les références utiles à sa vérifiabilité et en les liant à la section « Notes et références ».
Gérard Courchelle, né en juin 1949, est un journaliste qui travaille depuis janvier 1972 au sein des rédactions de France Culture /France Musique, puis de France Inter et de France Info de 1982 à 2014.
Gérard Courchelle est diplômé du Centre de Formation des Journalistes de Paris (promotion 1970).
Il a été responsable de la filière de formation Radio au CFJ de 1985 à 2014.
À France Inter, Gérard Courchelle a notamment été présentateur du Journal de 8h et rédacteur en chef de la Matinale pendant 16 saisons radiophoniques. 
À partir de la rentrée 2001, il a été chargé de suivre l'actualité musicale classique pour l'ensemble des rédactions nationales de Radio France.